# Подільський зоопарк
Подільський зоопарк (стара назва Ві́нницький зоорозплі́дник) ― було засновано 2005 року у складі обласного комунального підприємства «Агроліс». Основною його функцією є відтворення фауни в природному середовищі Вінниччини, збереження та відтворення в штучних умовах рідкісних занесених до Червоної книги тварин і птахів, проведення навчально-виховної та культурно-освітньої роботи в галузі екології й охорони природи та забезпечення комфортного і  повноцінного відпочинку відвідувачів.

## Опис
Вінницький зоопарк є наймолодшим зоопарком в Україні. Своїх перших звірів він отримав від Київського, Менського та Рівненського зоопарків, а також здійснив обмін з Черкаським зоопарком.
У зоопарку є 45 видів ссавців і 35 видів птахів (всього майже 400 тварин). Серед них 6 видів фазанів, 2 види павичів, 2 види страусів та інші птахи; бізони, зубри, олені, муфлони та лами. Тварини утримуються тут у напіввільних умовах.
Взимку великих котячих та страусів переводять у приміщення, де відвідини дозволені. Копитні залишаються у вольєрах. Ведмеді в умовах зоопарку в сплячку не впадають.
На жовтень 2022 року чисельність мешканців зоопарку складала 138 звірів і 127 птахів, серед яких і евакуйовані з гарячих місць бойових дій. Так з Одеської області привезли ягуара та тигра, з Києва — лемурів, з Харкова — верблюда, а з Миколаївської області — рись.

### Графік роботи
- Літо (01.05 — 30.09) з 9:00 до 19:00
- Весна (01.04 — 30.04) з 9:00 до 18:00
- Осінь (01.10 — 31.10) з 9:00 до 18:00
- Зима (01.11 — 31.03) з 9:00 до 15:00
- Без вихідних